# اشتون کارتر
اشتون کارتر (به انگلیسی: Ashton Carter؛ زادهٔ ۲۴ سپتامبر ۱۹۵۴ – درگذشتهٔ ۲۴ اکتبر ۲۰۲۲) یک سیاستمدار اهل ایالات متحده آمریکا و وزیر دفاع پیشین این کشور بود.

## زندگی سیاسی

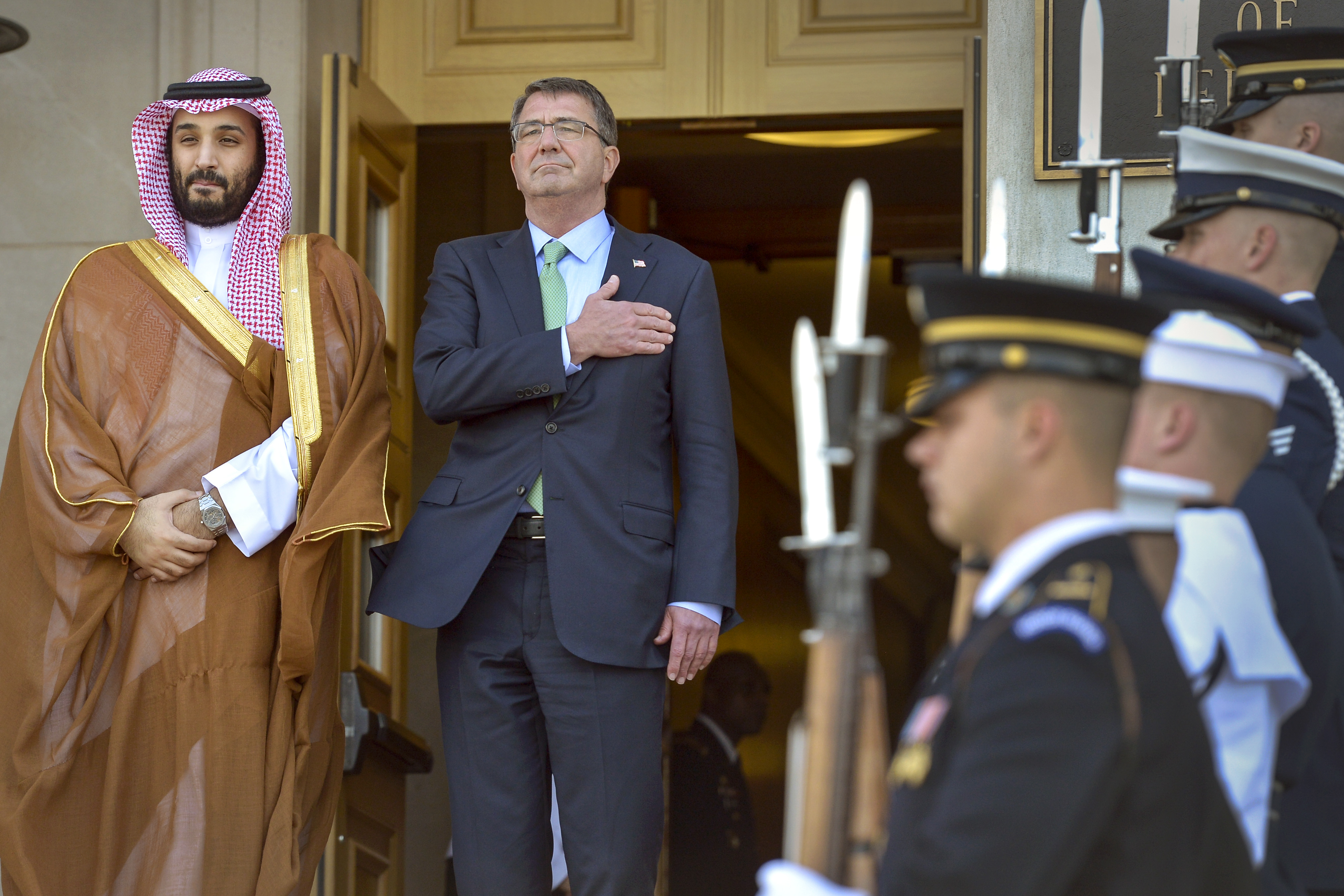
هنگامی که سرود ملی در استقبال از محمد بن سلمان آل سعود وزیر دفاع عربستان در پنتاگون، ۱۳ مه ۲۰۱۵، اشش کارتر، وزیر دفاع ایالات متحده، دست خود را بر روی قلب خود می‌گذارد.

در دورهٔ اول ریاست جمهوری کلینتون، کارتر دستیار وزیر دفاع بود. هنگام بروز بحران سلاح اتمی کرهٔ شمالی در سال ۱۹۹۴، کارتر هدایت برنامه‌ریزی نظامی را بر عهده داشت. او از حملهٔ نظامی به کرهٔ شمالی حمایت کرده‌است. در دولت کلینتون او پیشنهاد حملهٔ نظامی به نیروگاه هسته‌ای کرهٔ شمالی (و احتمالاً تأسیسات پلوتونیوم آن) را داده بود. به اعتقاد او ریسک این حمله جان هزاران کره‌ای و آمریکایی بود ولی به اعتقاد او متوقف کردن برنامهٔ هسته‌ای کره شمالی ارزش این کار را داشته‌است. او یکی از نویسنده‌های مقاله‌ای در واشینگتن پست در سال ۲۰۰۶ است که خواهان حمله و نابودی موشک ته پودونگ بود پیش از این که بتواند شلیک شود.
کارتر در خصوص ایران از همهٔ گزینه‌ها از جمله بازدارندگی نظامی حمایت می‌کند. در سال ۲۰۰۴ او در مقاله‌ای خواهان نابودی کامل و تأیید پذیر برنامهٔ هسته‌ای ایران و کره شمالی شد. او گفته می‌توان از چند «چماق» برای متقاعد کردن حکومت ایران به پذیرش یک نتیجهٔ دیپلماتیک بهره جست. کارتر در گزارشی در سال ۲۰۰۶ برای نوشت که یک حمله می‌تواند یک اثر تأخیری مهم در برنامهٔ هسته‌ای ایران اجرا کند. در گزارش دیگری به همراه دنیس راس، نوشت که سیاست‌های بازدارنده در مقابله با «ایدئولوژی افراطی» ایران ناکارامد است.

## درگذشت
کارتر در روز ۲۴ اکتبر ۲۰۲۲ در سن ۶۸ سالگی در خانه‌اش در بوستون به علت سکته قلبی درگذشت.